# نولان منفرج
نولان منفرج (الاسم العلمي:Nolana obtusa) هو نوع نباتي يتبع جنس النولان من فصيلة الباذنجانية.